# Alliance interdite
Alliance interdite (Once You Meet a Stranger)) est un téléfilm américain réalisé par Tommy Lee Wallace et diffusé en 1996. C'est un remake féminisé de L'inconnu du Nord-Express, film d'Alfred Hitchcock, tiré du roman éponyme de Patricia Highsmith.

## Synopsis
une femme divorcée fait la connaissance de la passagère de train.

## Fiche technique
- Titre original : Once You Meet a Stranger
- Réalisateur : Tommy Lee Wallace
- Scénario : Raymond Chandler, Czenzi Ormonde et Tommy Lee Wallace, d'après le roman de Patricia Highsmith
- Photographie : Steven Poster
- Durée : 87 minutes
- Date de diffusion : 1996

## Distribution
- Jacqueline Bisset : Sheila Haines
- Theresa Russell : Margo Anthony
- Nick Mancuso : Aaron
- Robert Desiderio : Andy Stahl
- Gretchen Wyler : Mrs Anthony
- Andi Chapman : le lieutenant Donna Haggerty
- Matthew Thomas Carey : Barnaby
- Peter Haskell : le capitaine Metcalf
- Richard Doyle : Mr. Anthony
- Arthur Taxier : le lieutenant Hammond
- Celeste Holm : Clara
- Mimi Kennedy : Connie